# INVADER INVADER
《INVADER INVADER》（日语：インベーダーインベーダー）是Kyary Pamyu Pamyu的第6張單曲。2013年5月15日由日本華納音樂發售。

## 概要
與前作《忍者棒棒》相隔約2個月發行。單曲分為初回限定盤和通常盤2種形態發售。依然由中田康貴擔任歌曲的製作人。

## 收錄曲
全作詞、作曲、編曲：中田康貴
1. INVADER INVADER（インベーダーインベーダー） 
  - GU CM歌曲
2. Point of view
  - 富士電視台『アゲるテレビ（日语：アゲるテレビ）』主題曲
3. FASHION MONSTER -加長混音版-（ファッションモンスター（extended mix））

## 外部連結
- YouTube上的《INVADER INVADER》音樂影片
- 華納唱片頁面